# Bole (Nottinghamshire)
Pour les articles homonymes, voir Bole.
Bole est une paroisse civile et un village du Nottinghamshire, en Angleterre.